# The Very Best of Chicago: Only the Beginning
The Very Best of Chicago: Only the Beginning je dvojni kompilacijski album chichaške rock zasedbe Chicago (skupno 27. album). Album je izšel leta 2002 pri založbi Rhino Records, s tem pa se je pričelo dolgoletno partnerstvo skupine s to založbo, ki je med letoma 2002 in 2005 remasterizirala in ponovno izdala celoten katalog skupine Columbie Records (1969–1980).
V Evropi je kompilacija izšla pod imenom The Chicago Story: Complete Greatest Hits z drugačnim vrstnim redom skladb.
The Very Best of Chicago: Only the Beginning zajema skoraj vse največje uspehe skupine iz celotne kariere, z vseh albumov, razen s Chicago 13 (1979) in Chicago XIV (1980). Nekatere skladbe so se na albumu pojavile v spremenjeni obliki, vključno s skladbama »I'm a Man«, pri kateri je bil odrezan bobnarski solo Dannyja Seraphinea, in »Dialogue (Part I & II)«, ki se je na albumu pojavila v skrajšani singel verziji.

## Seznam skladb (The Very Best of Chicago: Only the Beginning)
| Disk 1 | Disk 1                                                                    | Disk 1                        | Disk 1                          | Disk 1  |
| Št.    | Naslov                                                                    | Pisec                         | Z albuma                        | Dolžina |
| ------ | ------------------------------------------------------------------------- | ----------------------------- | ------------------------------- | ------- |
| 1.     | „Make Me Smile‟ (spremenjena verzija)                                     | James Pankow                  | Chicago, 1970                   | 4:26    |
| 2.     | „25 or 6 to 4‟                                                            | Robert Lamm                   | Chicago                         | 4:50    |
| 3.     | „Does Anybody Really Know What Time It Is?‟ (singel verzija)              | Lamm                          | Chicago Transit Authority, 1969 | 3:20    |
| 4.     | „Beginnings‟ (verzija z albuma Chicago IX: Chicago's Greatest Hits, 1975) | Lamm                          | Chicago Transit Authority       | 6:26    |
| 5.     | „Questions 67 and 68‟ (spremenjena verzija)                               | Lamm                          | Chicago Transit Authority       | 4:52    |
| 6.     | „I'm a Man‟ (spremenjena verzija)                                         | Jimmy Miller, Steve Winwood   | Chicago Transit Authority       | 5:44    |
| 7.     | „Colour My World‟                                                         | Pankow                        | Chicago                         | 3:00    |
| 8.     | „Free‟                                                                    | Lamm                          | Chicago III, 1971               | 2:17    |
| 9.     | „Lowdown‟                                                                 | Peter Cetera, Danny Seraphine | Chicago III                     | 3:34    |
| 10.    | „Saturday in the Park‟                                                    | Lamm                          | Chicago V, 1972                 | 3:56    |
| 11.    | „Dialogue (Part I & II)‟ (singel verzija)                                 | Lamm                          | Chicago V                       | 5:00    |
| 12.    | „Just You 'n' Me‟                                                         | Pankow                        | Chicago VI, 1973                | 3:42    |
| 13.    | „Feelin' Stronger Every Day‟                                              | Cetera, Pankow                | Chicago VI                      | 4:14    |
| 14.    | „(I've Been) Searchin' So Long‟                                           | Pankow                        | Chicago VII, 1974               | 4:29    |
| 15.    | „Wishing You Were Here‟                                                   | Cetera                        | Chicago VII                     | 4:36    |
| 16.    | „Call on Me‟                                                              | Lee Loughnane                 | Chicago VII                     | 4:02    |
| 17.    | „Happy Man‟ (verzija z albuma Greatest Hits, Volume II, 1981)             | Cetera                        | Chicago VII                     | 3:15    |
| 18.    | „Another Rainy Day in New York City‟                                      | Lamm                          | Chicago X, 1976                 | 3:00    |
| 19.    | „If You Leave Me Now‟                                                     | Cetera                        | Chicago X                       | 3:57    |

| Disk 2 | Disk 2                                     | Disk 2                                      | Disk 2                      | Disk 2  |
| Št.    | Naslov                                     | Pisec                                       | Z albuma                    | Dolžina |
| ------ | ------------------------------------------ | ------------------------------------------- | --------------------------- | ------- |
| 1.     | „Old Days‟                                 | Pankow                                      | Chicago VIII, 1975          | 3:31    |
| 2.     | „Baby, What a Big Surprise‟                | Cetera                                      | Chicago XI, 1977            | 3:06    |
| 3.     | „Take Me Back to Chicago‟ (singel verzija) | Seraphine, David Wolinski                   | Chicago XI                  | 2:57    |
| 4.     | „Alive Again‟                              | Pankow                                      | Hot Streets, 1978           | 4:04    |
| 5.     | „No Tell Lover‟                            | Cetera, Loughnane, Seraphine                | Hot Streets                 | 4:13    |
| 6.     | „Love Me Tomorrow‟ (singel verzija)        | Cetera, Foster                              | Chicago 16, 1982            | 3:58    |
| 7.     | „Hard to Say I'm Sorry/Get Away‟           | Cetera, Foster, Lamm                        | Chicago 16                  | 5:05    |
| 8.     | „Stay the Night‟                           | Cetera, Foster                              | Chicago 17, 1984            | 3:50    |
| 9.     | „Hard Habit to Break‟                      | Steve Kipner, Jon Parker                    | Chicago 17                  | 4:45    |
| 10.    | „You're the Inspiration‟                   | Cetera, Foster                              | Chicago 17                  | 3:49    |
| 11.    | „Along Comes a Woman‟ (singel verzija)     | Cetera, Mark Goldenberg                     | Chicago 17                  | 3:47    |
| 12.    | „Will You Still Love Me?‟ (singel verzija) | Foster, Tom Keane, Richard Baskin           | Chicago 18, 1986            | 4:12    |
| 13.    | „If She Would Have Been Faithful...‟       | Randy Goodrum, Kipner                       | Chicago 18                  | 3:51    |
| 14.    | „Look Away‟ (singel verzija)               | Diane Warren                                | Chicago 19, 1988            | 4:00    |
| 15.    | „What Kind of Man Would I Be?‟             | Jason Scheff, Bobby Caldwell, Chas Sandford | Chicago 19                  | 4:14    |
| 16.    | „I Don't Wanna Live Without Your Love‟     | Warren, Albert Hammond                      | Chicago 19                  | 3:57    |
| 17.    | „We Can Last Forever‟ (singel verzija)     | Scheff, John Dexter                         | Chicago 19                  | 3:44    |
| 18.    | „You're Not Alone‟ (singel verzija)        | Jim Scott                                   | Chicago 19                  | 4:00    |
| 19.    | „Chasin' the Wind‟                         | Warren                                      | Twenty 1, 1991              | 4:18    |
| 20.    | „Sing, Sing, Sing‟ (z Gipsy Kings)         | Louis Prima                                 | Night & Day: Big Band, 1995 | 3:20    |

## Seznam skladb (The Chicago Story: Complete Greatest Hits)
| Disk 1 | Disk 1                                                  | Disk 1                       | Disk 1      | Disk 1  |
| Št.    | Naslov                                                  | Pisec                        | Z albuma    | Dolžina |
| ------ | ------------------------------------------------------- | ---------------------------- | ----------- | ------- |
| 1.     | „If You Leave Me Now‟                                   | Cetera                       | Chicago X   | 3:57    |
| 2.     | „Hard to Say I'm Sorry‟ (singel verzija)                | Cetera, Foster, Lamm         | Chicago 16  | 3:51    |
| 3.     | „You're the Inspiration‟                                | Cetera, Foster               | Chicago 17  | 3:49    |
| 4.     | „Hard Habit to Break‟                                   | Kipner, Parker               | Chicago 17  | 4:45    |
| 5.     | „Will You Still Love Me?‟ (singel verzija)              | Foster, Keane, Baskin        | Chicago 18  | 4:12    |
| 6.     | „Baby, What a Big Surprise‟                             | Cetera                       | Chicago XI  | 3:06    |
| 7.     | „Look Away‟ (singel verzija)                            | Warren                       | Chicago 19  | 4:00    |
| 8.     | „What Kind of Man Would I Be?‟                          | Scheff, Caldwell, Sandford   | Chicago 19  | 4:14    |
| 9.     | „I Don't Wanna Live Without Your Love‟                  | Warren, Hammond              | Chicago 19  | 3:57    |
| 10.    | „Love Me Tomorrow‟ (singel verzija)                     | Cetera, Foster               | Chicago 16  | 3:58    |
| 11.    | „Just You 'n' Me‟                                       | Pankow                       | Chicago VI  | 3:42    |
| 12.    | „Happy Man‟ (verzija z albuma Greatest Hits, Volume II) | Cetera                       | Chicago VII | 3:15    |
| 13.    | „You're Not Alone‟ (singel verzija)                     | Jim Scott                    | Chicago 19  | 4:00    |
| 14.    | „Chasin' the Wind‟                                      | Warren                       | Twenty 1    | 4:18    |
| 15.    | „Wishing You Were Here‟                                 | Cetera                       | Chicago VII | 4:36    |
| 16.    | „No Tell Lover‟                                         | Cetera, Loughnane, Seraphine | Hot Streets | 4:13    |
| 17.    | „(I've Been) Searchin' So Long‟                         | Pankow                       | Chicago VII | 4:29    |
| 18.    | „Colour My World‟                                       | Pankow                       | Chicago     | 3:00    |
| 19.    | „You Come to My Senses‟                                 | Tom Kelly, Billy Steinberg   | Twenty 1    | 3:48    |
| 20.    | „We Can Last Forever‟ (singel verzija)                  | Scheff, Dexter               | Chicago 19  | 3:44    |

| Disk 2 | Disk 2                                                              | Disk 2              | Disk 2                    | Disk 2  |
| Št.    | Naslov                                                              | Pisec               | Z albuma                  | Dolžina |
| ------ | ------------------------------------------------------------------- | ------------------- | ------------------------- | ------- |
| 1.     | „25 or 6 to 4‟                                                      | Lamm                | Chicago                   | 4:50    |
| 2.     | „Saturday in the Park‟                                              | Lamm                | Chicago V                 | 3:56    |
| 3.     | „Questions 67 and 68‟ (spremenjena verzija)                         | Lamm                | Chicago Transit Authority | 4:52    |
| 4.     | „I'm a Man‟ (spremenjena verzija)                                   | Miller, Winwood     | Chicago Transit Authority | 5:44    |
| 5.     | „Stay the Night‟                                                    | Cetera, Foster      | Chicago 17                | 3:50    |
| 6.     | „Only You‟                                                          | Foster, Pankow      | Chicago 17                | 3:54    |
| 7.     | „Dialogue (Part I & II)‟ (singel verzija)                           | Lamm                | Chicago V                 | 5:00    |
| 8.     | „Old Days‟                                                          | Pankow              | Chicago VIII              | 3:31    |
| 9.     | „Beginnings‟ (verzija z albuma Chicago IX: Chicago's Greatest Hits) | Lamm                | Chicago Transit Authority | 6:26    |
| 10.    | „Lowdown‟                                                           | Cetera, Seraphine   | Chicago III               | 3:34    |
| 11.    | „Another Rainy Day in New York City‟                                | Lamm                | Chicago X                 | 3:00    |
| 12.    | „Call on Me‟                                                        | Loughnane           | Chicago VII               | 4:02    |
| 13.    | „Feelin' Stronger Every Day‟                                        | Cetera, Pankow      | Chicago VI                | 4:14    |
| 14.    | „Take Me Back to Chicago‟ (singel verzija)                          | Seraphine, Wolinski | Chicago XI                | 2:57    |
| 15.    | „Sing, Sing, Sing‟ (z Gipsy Kings)                                  | Prima               | Night & Day: Big Band     | 3:20    |
| 16.    | „Along Comes a Woman‟ (singel verzija)                              | Cetera, Goldenberg  | Chicago 17                | 3:47    |
| 17.    | „Does Anybody Really Know What Time It Is?‟ (singel verzija)        | Lamm                | Chicago Transit Authority | 3:20    |
| 18.    | „Make Me Smile‟ (spremenjena verzija)                               | Pankow              | Chicago                   | 4:26    |
| 19.    | „Street Player‟ (singel verzija)                                    | Seraphine, Wolinski | Chicago 13, 1979          | 4:22    |

## Osebje
| - Dawayne Bailey – kitara, vokal - Peter Cetera – vokal, bas; kitara pri on »Wishing You Were Here« - Bill Champlin – vokal, klaviature, kitara - Donnie Dacus – kitara, vokal pri »Alive Again« in »No Tell Lover« - Bruce Gaitsch – kitara pri »Sing, Sing, Sing« - Tris Imboden – bobni pri »Sing, Sing, Sing« - Terry Kath – vokal, kitara, tolkala; bas pri »Happy Man« in »Wishing You Were Here« - Robert Lamm – vokal, klaviature, tolkala - Lee Loughnane – trobenta, krilnica, tolkala, vokal - Laudir de Oliveira – konge, tolkala, vokal - James Pankow – trombon, tolkala, vokal, aranžmaji - Walter Parazaider – pihala, tolkala, vokal - Chris Pinnick – kitara - Jason Scheff – vokal, bas - Danny Seraphine – bobni, tolkala, vokal | - Chicago – produkcija (»Alive Again« in »No Tell Lover«), produkcija kompilacije - David Donnelly – remastering - Bruce Fairbairn – produkcija (»Sing, Sing, Sing«) - David Foster – produkcija (od Chicago 16 do Chicago 18) - James William Guercio – produkcija (od Chicago Transit Authority do Chicago XI) - Lee Loughnane – remastering - Jeff Magid – remastering - David McLees – produkcija kompilacije - Ron Nevison – produkcija (odChicago 19 do Twenty 1) - Phil Ramone – produkcija (»Alive Again« in »No Tell Lover«) - Chas Sandford – produkcija (»What Kind of Man Would I Be?«) |

## Lestvice
| Lestvica (2002)     | Najvišja uvrstitev |
| ------------------- | ------------------ |
| Avstralija          | 86                 |
| Avstrija            | 4                  |
| Evropa              | 20                 |
| Irska               | 6                  |
| Nemčija             | 25                 |
| Nizozemska          | 77                 |
| Norveška            | 4                  |
| Švedska             | 1                  |
| Švica               | 29                 |
| ZDA (Billboard 200) | 38                 |
| Združeno kraljestvo | 11                 |

| Lestvica (2003) | Najvišja uvrstitev |
| --------------- | ------------------ |
| Danska          | 12                 |
| Finska          | 32                 |

| Regija                        | Certifikat   | Prodaja   |
| ----------------------------- | ------------ | --------- |
| Avstralija (ARIA)             | Zlat         | 35,000    |
| Brazilija (Pro-Música Brasil) | Zlat         | 50,000    |
| Nemčija (BVMI)                | Zlat         | 150,000   |
| ZDA (RIAA)                    | 2x platinast | 1,000,000 |
| Združeno kraljestvo (BPI)     | Zlat         | 100,000   |

## Zgodovina izdaj
| Naslov                                    | Regija              | Datum          | Založba                  | Format           | Katalog    |
| ----------------------------------------- | ------------------- | -------------- | ------------------------ | ---------------- | ---------- |
| The Very Best Of: Only the Beginning      | ZDA                 | 2. julij 2002  | Rhino Entertainment      | dvojna zgoščenka | R2 76170   |
| The Chicago Story: Complete Greatest Hits | Združeno kraljestvo | september 2002 | Rhino Entertainment      | dvojna zgoščenka | 8122736302 |
| The Chicago Story: Complete Greatest Hits | Avstralija          | oktober 2002   | Warner Music Australasia | dvojna zgoščenka | 8122736062 |